# هاردي كامبل جونيور
هاردي كامبل جونيور (بالإنجليزية: Hardy Campbell, Jr.)‏ هو مدرب خيول أمريكي، ولد في 1863 في الولايات المتحدة، وتوفي في 24 يونيو 1898.